# Las Quintanillas
Las Quintanillas – gmina w Hiszpanii, w prowincji Burgos, w Kastylii i León, o powierzchni 24,78 km². W 2011 roku gmina liczyła 394 mieszkańców.